# Navagio

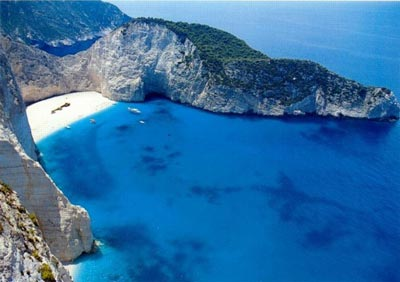
Navagiostrand

Navagio is een strand aan het Griekse eiland Zakynthos.
Het ligt aan de noordwestkust en is een van de meest gefotografeerde stranden van Griekenland.
Het ligt in een baai, beschut door hoge kalkstenen kliffen en kan alleen per boot bereikt worden.

## Smokkelaarsschip
Op 2 oktober 1980 liep het smokkelaarsschip Panagiotis in de baai op de klippen. Het schip werd vervolgens door de bemanning verlaten. Waarschijnlijk werd het schip gebruikt om sigaretten te smokkelen van Turkije naar Italië. Mogelijk werd het schip achtervolgd door de Griekse kustwacht.
Het schip werd op 14 januari 1937 Saint Bedan gedoopt, op een werf in Glasgow. Het schip werd meerdere malen verkocht en kreeg steeds een nieuwe naam.
In 1975 kreeg het als thuishaven Piraeus en droeg het voortaan de naam Panagiotis.